# حسن مغنیه
حسن مغنیه (عربی: حسن عباس مغنية؛ زادهٔ ۷ فوریهٔ ۱۹۸۶) بازیکن فوتبال اهل لبنان است.
از باشگاه‌هایی که در آن بازی کرده‌است می‌توان به باشگاه فوتبال الانصار لبنان اشاره کرد.
وی همچنین در تیم‌های ملی فوتبال زیر ۲۳ سال لبنان و لبنان بازی کرده‌است.